# 第164回天皇賞
- 天皇賞（秋） > 第164回天皇賞
- 第162回天皇賞 > 第164回天皇賞

第164回天皇賞（だい164かいてんのうしょう・あき）は、2021年10月31日に東京競馬場で行われた競馬の競走である。3歳馬のエフフォーリアが優勝し、2002年のシンボリクリスエス以来19年ぶり、グレード制導入以降では史上3頭目となる3歳馬による天皇賞（秋）制覇となった。

## 競走前の状況

### 主な競走結果
下記各競走は、すべて2021年に行われたものである。また図中の太字強調は本競走に出走する馬である。

#### 大阪杯
| 着順                 | 馬番 | 競走馬名         | 性齢 | 騎手       | 斤量 | タイム | 着差  | 単勝オッズ | 人気 |
| -------------------- | ---- | ---------------- | ---- | ---------- | ---- | ------ | ----- | ---------- | ---- |
| 1着                  | 8    | レイパパレ       | 牝4  | 川田将雅   | 55   | 2:01.6 |       | 12.2       | 4    |
| 2着                  | 1    | モズベッロ       | 牡5  | 池添謙一   | 57   | 2:02.3 | 4     | 68.8       | 6    |
| 3着                  | 7    | コントレイル     | 牡4  | 福永祐一   | 57   | 2:02.5 | 3/4   | 1.8        | 1    |
| 4着                  | 12   | グランアレグリア | 牝5  | C.ルメール | 55   | 2:02.5 | クビ  | 2.8        | 2    |
|                      |      |                  |      |            |      |        |       |            |      |
| 6着                  | 10   | カデナ           | 牡7  | 鮫島克駿   | 57   | 2:03.0 | 1.3/4 | 182.5      | 11   |
|                      |      |                  |      |            |      |        |       |            |      |
| 10着                 | 5    | ペルシアンナイト | 牡7  | 幸英明     | 57   | 2:04.2 | 1/2   | 111.3      | 9    |
| 天候:雨、馬場状態:重 |      |                  |      |            |      |        |       |            |      |

第65回大阪杯は、先手を取ったレイパパレが、直線で外に持ち出して後続を突き放し、2着のモズベッロに4馬身差をつけ優勝した。さらに3/4馬身差の3着にコントレイル、4着にグランアレグリアの順で入線した。また、コントレイルは大阪杯の疲れが抜けず、万全の態勢で迎えられないとして、目標としていた宝塚記念への出走を見送り、秋の天皇賞へ向かった。

#### 天皇賞（春）
| 着順                 | 馬番 | 競走馬名           | 性齢 | 騎手     | 斤量 | タイム | 着差  | 単勝オッズ | 人気 |
| -------------------- | ---- | ------------------ | ---- | -------- | ---- | ------ | ----- | ---------- | ---- |
| 1着                  | 1    | ワールドプレミア   | 牡5  | 福永祐一 | 58   | 3:14.7 |       | 5.2        | 3    |
| 2着                  | 12   | ディープボンド     | 牡4  | 和田竜二 | 58   | 3:14.8 | 3/4   | 3.6        | 1    |
| 3着                  | 3    | カレンブーケドール | 牝5  | 戸崎圭太 | 56   | 3:15.2 | 2     | 7.3        | 4    |
|                      |      |                    |      |          |      |        |       |            |      |
| 7着                  | 7    | ユーキャンスマイル | 牡6  | 藤岡佑介 | 58   | 3:16.5 | 3.1/2 | 12.0       | 5    |
| 天候:晴、馬場状態:良 |      |                    |      |          |      |        |       |            |      |

第163回天皇賞（春）は、中団でレースを進めたワールドプレミアが、直線で外から各馬を差し切り、その内に食い下がったディープボンドに3/4馬身差をつけて優勝した。さらに2馬身差の3着にカレンブーケドールが入った。

#### 東京優駿（日本ダービー）
| 着順                 | 馬番 | 競走馬名           | 性齢 | 騎手     | 斤量 | タイム | 着差  | 単勝オッズ | 人気 |
| -------------------- | ---- | ------------------ | ---- | -------- | ---- | ------ | ----- | ---------- | ---- |
| 1着                  | 10   | シャフリヤール     | 牡3  | 福永祐一 | 57   | 2:22.5 |       | 11.7       | 4    |
| 2着                  | 1    | エフフォーリア     | 牡3  | 横山武史 | 57   | 2:22.5 | ハナ  | 1.7        | 1    |
| 3着                  | 11   | ステラヴェローチェ | 牡3  | 吉田隼人 | 57   | 2:22.7 | 1.1/4 | 40.2       | 9    |
| 天候:晴、馬場状態:良 |      |                    |      |          |      |        |       |            |      |

第88回東京優駿（日本ダービー）は、中団でレースを進めたシャフリヤールが、直線で狭いところをこじ開けて進路を確保し、先に抜け出していたエフフォーリアに内から並びかけて競り合い、これをハナ差下して優勝した。初黒星を喫したエフフォーリアは、菊花賞を回避し、天皇賞（秋）で始動することとなった。

#### 安田記念
| 着順                 | 馬番 | 競走馬名           | 性齢 | 騎手       | 斤量 | タイム | 着差   | 単勝オッズ | 人気 |
| -------------------- | ---- | ------------------ | ---- | ---------- | ---- | ------ | ------ | ---------- | ---- |
| 1着                  | 11   | ダノンキングリー   | 牡5  | 川田将雅   | 58   | 1:31.7 |        | 47.6       | 8    |
| 2着                  | 5    | グランアレグリア   | 牝5  | C.ルメール | 56   | 1:31.7 | アタマ | 1.5        | 1    |
| 3着                  | 13   | シュネルマイスター | 牡3  | 横山武史   | 54   | 1:31.8 | 1/2    | 10.2       | 4    |
|                      |      |                    |      |            |      |        |        |            |      |
| 6着                  | 10   | カデナ             | 牡7  | 武豊       | 58   | 1:32.2 | 1/2    | 167.9      | 14   |
| 天候:曇、馬場状態:良 |      |                    |      |            |      |        |        |            |      |

第71回安田記念は、中団でレースを進めたダノンキングリーが、直線で外から脚を伸ばして、内で馬群を捌いてきたグランアレグリアとの追い比べをアタマ差制して優勝した。カデナは直線で最後方から上がり3ハロン33秒2の末脚を使い6着で入線した。また、グランアレグリアはレース後、ノーザンファーム天栄での調整中に喉頭蓋エントラップメントの症状が判明し、8月12日に喉頭蓋を開放する手術を行ったものの、予定通り天皇賞（秋）へ向かった。

#### 宝塚記念
| 着順                 | 馬番 | 競走馬名           | 性齢 | 騎手       | 斤量 | タイム | 着差  | 単勝オッズ | 人気 |
| -------------------- | ---- | ------------------ | ---- | ---------- | ---- | ------ | ----- | ---------- | ---- |
| 1着                  | 7    | クロノジェネシス   | 牝5  | C.ルメール | 56   | 2:10.9 |       | 1.8        | 1    |
| 2着                  | 1    | ユニコーンライオン | 牡5  | 坂井瑠星   | 58   | 2:11.3 | 2.1/2 | 27.8       | 7    |
| 3着                  | 2    | レイパパレ         | 牝4  | 川田将雅   | 56   | 2:11.4 | クビ  | 3.5        | 2    |
| 4着                  | 10   | カレンブーケドール | 牝5  | 戸崎圭太   | 56   | 2:11.7 | 2     | 6.7        | 3    |
|                      |      |                    |      |            |      |        |       |            |      |
| 7着                  | 8    | カデナ             | 牡7  | 浜中俊     | 58   | 2:12.2 | クビ  | 74.0       | 8    |
| 8着                  | 11   | モズベッロ         | 牡5  | 池添謙一   | 58   | 2:12.2 | ハナ  | 23.5       | 6    |
| 天候:晴、馬場状態:良 |      |                    |      |            |      |        |       |            |      |

第62回宝塚記念は、好位でレースを進めたクロノジェネシスが、直線で前を交わして抜け出し、逃げてしぶとさを見せたユニコーンライオンに2馬身半差をつけ優勝した。さらにクビ差の3着にレイパパレ、4着にカレンブーケドールの順で入線した。

### 馬場状態
競走当週は芝刈り、肥料と殺菌剤の散布、散水を実施。芝の草丈は、野芝は約10 - 12センチメートル、洋芝は約14 - 18センチメートルに設定された。競走2日前の金曜日に観測した芝のクッション値は、8.9で「標準」とされるクッション性であり、同じく含水率は、ゴール前が13.6パーセント、第4コーナーが12.5パーセントを観測した。
競走当日は昼前から小雨が降り出したが、「良」の馬場状態を変えるまでには至らなかった。

## 出走馬
18頭まで出走可能な天皇賞（秋）には、16頭が出走登録を行った。
前年に無傷の7連勝でクラシック三冠を達成し、GI・5勝目を狙うコントレイル、マイル・スプリントに続く3階級でのGI制覇を目指すグランアレグリア、同年の皐月賞を無敗で制覇した3歳馬・エフフォーリアの3頭が出走を表明し、「三強」を形成した。
大阪杯以来約6か月半振り、同年2戦目の出走となるコントレイルは、8キログラム減の馬体重464キログラムで臨んだ。4歳の三冠馬が天皇賞（秋）を優勝すると、ミスターシービー（1984年）以来37年振りの記録となる。安田記念以来のグランアレグリアは2キログラム増の馬体重504キログラム、デビュー以来最多体重タイで臨んだ。2000メートル以上で未勝利の馬が天皇賞（秋）を優勝することは少なからずあり、芝マイルGI勝ち馬に限ってもヤマニンゼファー（1993年）、バブルガムフェロー（1996年）、アグネスデジタル（2001年）、モーリス（2016年）が達成していた。コントレイルとグランアレグリアは、馬場に苦しんでともに敗れた大阪杯以来の再対決となった。東京優駿以来のエフフォーリアは4キログラム増の514キログラム、本競走出走馬中の最高体重で臨んだ。3歳の皐月賞馬が天皇賞（秋）を優勝したことは無かったものの、皐月賞馬に限らない3歳馬ではバブルガムフェロー、シンボリクリスエス（2002年）が達成しているように、決して届かない記録ではなかった。
その他、GIで2・3着が4回あるカレンブーケドール、阪神開催の天皇賞（春）でGI・2勝目を挙げており史上6頭目の同一年天皇賞春秋制覇を目指すワールドプレミア、2021年度サマー2000シリーズ優勝馬のトーセンスーリヤ、休養明けではありながら中山金杯と中山記念で重賞連勝中のヒシイグアス、天皇賞（秋）とはローテーションの相性が良い札幌記念から臨戦する3着ペルシアンナイト及び6着ユーキャンスマイル、前哨戦の毎日王冠から臨戦する3着ポタジェ、6着サンレイポケット及び10着カデナなどが参戦し、GI馬5頭、重賞馬8頭での発走となった。

## 枠順
| 枠番 | 馬番 | 競走馬名           | 性齢 | 騎手       | 斤量 [kg] | 調教師 | 調教師   | 単勝人気 | 単勝人気 | 馬体重 [kg] |
| 枠番 | 馬番 | 競走馬名           | 性齢 | 騎手       | 斤量 [kg] | 所属   | 氏名     | オッズ   | 人気     | 馬体重 [kg] |
| ---- | ---- | ------------------ | ---- | ---------- | --------- | ------ | -------- | -------- | -------- | ----------- |
| 1    | 1    | コントレイル       | 牡4  | 福永祐一   | 58        | 栗東   | 矢作芳人 | 2.5      | 1        | 464         |
| 1    | 2    | カデナ             | 牡7  | 田辺裕信   | 58        | 栗東   | 中竹和也 | 257.8    | 15       | 478         |
| 2    | 3    | モズベッロ         | 牡5  | 池添謙一   | 58        | 栗東   | 森田直行 | 104.6    | 9        | 482         |
| 2    | 4    | ポタジェ           | 牡4  | 川田将雅   | 58        | 栗東   | 友道康夫 | 23.3     | 5        | 474         |
| 3    | 5    | エフフォーリア     | 牡3  | 横山武史   | 56        | 美浦   | 鹿戸雄一 | 3.4      | 3        | 514         |
| 3    | 6    | トーセンスーリヤ   | 牡6  | 横山和生   | 58        | 美浦   | 小野次郎 | 67.1     | 8        | 488         |
| 4    | 7    | ワールドプレミア   | 牡5  | 岩田康誠   | 58        | 栗東   | 友道康夫 | 30.2     | 6        | 482         |
| 4    | 8    | サンレイポケット   | 牡6  | 鮫島克駿   | 58        | 栗東   | 高橋義忠 | 113.5    | 10       | 472         |
| 5    | 9    | グランアレグリア   | 牝5  | C.ルメール | 56        | 美浦   | 藤沢和雄 | 2.8      | 2        | 504         |
| 5    | 10   | カイザーミノル     | 牡5  | 横山典弘   | 58        | 栗東   | 北出成人 | 146.7    | 11       | 466         |
| 6    | 11   | ムイトオブリガード | 牡7  | 柴田善臣   | 58        | 栗東   | 角田晃一 | 332.6    | 16       | 492         |
| 6    | 12   | ラストドラフト     | 牡5  | 三浦皇成   | 58        | 美浦   | 戸田博文 | 190.4    | 14       | 462         |
| 7    | 13   | ペルシアンナイト   | 牡7  | 大野拓弥   | 58        | 栗東   | 池江泰寿 | 159.1    | 13       | 490         |
| 7    | 14   | カレンブーケドール | 牝5  | 戸崎圭太   | 56        | 美浦   | 国枝栄   | 19.6     | 4        | 482         |
| 8    | 15   | ヒシイグアス       | 牡5  | 松山弘平   | 58        | 美浦   | 堀宣行   | 40.4     | 7        | 492         |
| 8    | 16   | ユーキャンスマイル | 牡6  | 藤岡佑介   | 58        | 栗東   | 友道康夫 | 153.0    | 12       | 500         |

## 展開
グランアレグリアが好発を決め、ゲート内で後ろ脚を蹴り上げる素ぶりも見せたエフフォーリアが五分の発馬、ゲート内で駐立の悪かったコントレイルは出足がつかずに後手を踏む形になった。確たる逃げ馬が不在のなか、カイザーミノルが押し出されるようにハナに立ち、向こう正面でグランアレグリアが2番手に上がり、トーセンスーリヤがインコースの3番手。1馬身差でカレンブーケドール、ポタジェがいて、これを見る形でエフフォーリアとヒシイグアスが追走して先団を形成した。中団では、エフフォーリアの好位置を見ながらコントレイル、さらにラストドラフト、サイレイポケットと続き、後方はばらけてムイトオブリガード、モズベッロが追走。3馬身ほど空いてワールドプレミア、ユーキャンスマイル、ペルシアンナイトと続き、最後方にポツンとカデナが追走していく。最初の1000メートルは1分0秒5で通過した。
先頭はカイザーミノルのまま3-4コーナーを回っていくが、その間、緩かったペースが残り800メートルから加速。これにグランアレグリアが並走し、先頭に立とうとしたところで直線に入った。
直線に入ると、馬場の3分どころでグランアレグリアが先頭に立ち、好位の後ろにいたエフフォーリア、中団にいたコントレイルも外に出されて追い出される。残り200メートルを切るとこの3頭の争いとなった。エフフォーリアが残り100メートルで先頭に立つと、グランアレグリアの勢いは劣勢で、コントレイルもエフフォーリアに届くほどの勢いはなく、エフフォーリアがゴールまで押し切って三強対決を制した。外から追ったコントレイルが1馬身差の2着、内で粘ったグランアレグリアはさらにクビ差の3着で入線した。

## 競走結果

### 着順
以下の内容は、JRA及びnetkeiba.comの情報に基づく。
| 着順 | 馬番 | 競走馬名           | 性齢 | 騎手       | 斤量 | タイム | 着差   | 通過     | 上がり3F | 人気 |
| ---- | ---- | ------------------ | ---- | ---------- | ---- | ------ | ------ | -------- | -------- | ---- |
| 1着  | 5    | エフフォーリア     | 牡3  | 横山武史   | 56   | 1:57.9 |        | 6-6-6    | 33.2     | 3    |
| 2着  | 1    | コントレイル       | 牡4  | 福永祐一   | 58   | 1:58.0 | 1      | 9-8-8    | 33.0     | 1    |
| 3着  | 9    | グランアレグリア   | 牝5  | C.ルメール | 56   | 1:58.1 | クビ   | 2-2-2    | 33.8     | 2    |
| 4着  | 8    | サンレイポケット   | 牡6  | 鮫島克駿   | 58   | 1:58.4 | 1.3/4  | 10-6-6   | 33.6     | 10   |
| 5着  | 15   | ヒシイグアス       | 牡5  | 松山弘平   | 58   | 1:58.7 | 1.3/4  | 7-8-8    | 33.7     | 7    |
| 6着  | 4    | ポタジェ           | 牡4  | 川田将雅   | 58   | 1:58.7 | クビ   | 4-3-3    | 34.1     | 5    |
| 7着  | 13   | ペルシアンナイト   | 牡7  | 大野拓弥   | 58   | 1:58.7 | アタマ | 15-15-14 | 33.1     | 13   |
| 8着  | 12   | ラストドラフト     | 牡5  | 三浦皇成   | 58   | 1:58.9 | 1.1/2  | 7-10-11  | 33.6     | 14   |
| 9着  | 16   | ユーキャンスマイル | 牡6  | 藤岡佑介   | 58   | 1:59.0 | クビ   | 13-14-14 | 33.4     | 12   |
| 10着 | 11   | ムイトオブリガード | 牡7  | 柴田善臣   | 58   | 1:59.1 | 3/4    | 11-12-11 | 33.8     | 16   |
| 11着 | 7    | ワールドプレミア   | 牡5  | 岩田康誠   | 58   | 1:59.1 | アタマ | 14-13-11 | 33.7     | 6    |
| 12着 | 14   | カレンブーケドール | 牝5  | 戸崎圭太   | 56   | 1:59.2 | 1/2    | 4-3-3    | 34.7     | 4    |
| 13着 | 3    | モズベッロ         | 牡5  | 池添謙一   | 58   | 1:59.3 | 1/2    | 11-10-8  | 34.2     | 9    |
| 14着 | 10   | カイザーミノル     | 牡5  | 横山典弘   | 58   | 1:59.3 | ハナ   | 1-1-1    | 35.0     | 11   |
| 15着 | 6    | トーセンスーリヤ   | 牡6  | 横山和生   | 58   | 1:59.4 | 1/2    | 2-3-3    | 34.8     | 8    |
| 16着 | 2    | カデナ             | 牡7  | 田辺裕信   | 58   | 1:59.7 | 2      | 16-16-16 | 33.8     | 15   |

### 配当
|        | 馬番  | 配当      | 人気      |
| ------ | ----- | --------- | --------- |
| 単勝   | 5     | 0000340円 | 003番人気 |
| 複勝   | 5     | 0000120円 | 003番人気 |
| 複勝   | 1     | 0000110円 | 001番人気 |
| 複勝   | 9     | 0000110円 | 002番人気 |
| 枠連   | 1-3   | 0000400円 | 002番人気 |
| 馬連   | 1-5   | 0000390円 | 002番人気 |
| ワイド | 1-5   | 0000170円 | 002番人気 |
| ワイド | 5-9   | 0000200円 | 003番人気 |
| ワイド | 1-2   | 0000170円 | 001番人気 |
| 馬単   | 5-1   | 0000850円 | 004番人気 |
| 3連複  | 1-5-9 | 0000350円 | 001番人気 |
| 3連単  | 5-1-9 | 002,040円 | 004番人気 |

ワイド170円、馬単850円、3連複2040円は、各式別における同競走の史上最低払戻金額。

### 競走に関するデータ
| ハロンタイム        | 12.8 - 11.5 - 11.9 - 12.0 - 12.3 - 12.0 - 11.8 - 11.1 - 11.1 - 11.4 |
| 1000m通過タイム     | 60.5秒（カイザーミノル）                                            |
| 上がり4ハロン       | 45.4秒                                                              |
| 上がり3ハロン       | 33.6秒                                                              |
| 優勝馬上がり3ハロン | 33.2秒                                                              |
| 上がり3ハロン最速   | 33.0秒（コントレイル）                                              |

## 達成された記録

### エフフォーリア
父父のシンボリクリスエス以来19年ぶりとなる3歳での天皇賞・秋制覇。また、グレード制導入後、1996年のバブルガムフェロー、2002年のシンボリクリスエスに次いで史上3頭目の制覇。
騎手：横山武史
JRA重賞は同年7勝目、通算8勝目。2009年に父・横山典弘（カンパニー）、1969年に祖父・横山富雄（メジロタイヨウ）が同競走を制しており、史上初の親子三代による制覇であった。
調教師：鹿戸雄一
天皇賞（秋）は初勝利。JRA重賞は同年3勝目、通算10勝目。
父：エピファネイア
産駒のJRA重賞は通算8勝目。

## 評価
本競走では、ほかで一堂に会することの無かった上位3頭が揃ったために「一期一会」の三強対決とも評された。
石田敏徳は、3歳馬が「受けて立つ競馬」で超一線級の古馬を破ったという点から、本競走を優勝馬エフフォーリアの父父シンボリクリスエスよりもむしろバブルガムフェローの勝った天皇賞（秋）に重ねている。また石田は、エフフォーリアがもし東京優駿を勝っていれば菊花賞に向かっていた可能性があったことから、「ダービーのハナ負けは、若き王者の軍門に下った馬たちの運命も変えた」として競馬のドラマ性を指摘した。
有吉正徳は、「1200メートル通過1分12秒5、勝ち時計1分57秒9」という展開を見せた本競走について、「1200メートル通過1分12秒5、勝ち時計1分57秒8」という展開を見せて同じく三強で決着した第162回天皇賞（秋）との類似を指摘し、その残り800メートルでは強豪馬しか残れない瞬発力勝負が繰り広げられた、と分析した。有吉は、個性豊かな一流馬3頭が交わった本競走を「異種格闘技戦」「2021年最良のレース」と称している。
2021年優駿大賞の「レース・オブ・ザ・イヤー2021」では、第41回ジャパンカップに次ぐ第2位の支持を受けた。
本競走の2着馬コントレイルは同年のジャパンカップで126ポンド、3着馬グランアレグリアは同年のヴィクトリアマイルで120ポンドのレーティングを獲得している。着順上位4頭のレーティングを基に世界の競走を格付けするワールドベストレースでは、本競走は「123.00」という2021年の競走で第4位、特に芝2000メートルまたは日本国内のなかでは同年で第1位の評価を受けた。